# Copa Pan-Americana de Voleibol Feminino de 2018
O Copa Pan-Americana de Voleibol Feminino de 2018 foi a 17ª edição do torneio organizado pela União Pan-Americana de Voleibol (UPV), em parceria com a NORCECA e CSV, realizado no período de 8 a 14 de julho com as partidas realizadas no Pabellón Ricardo Arias na capital da República Dominicana, Santo Domingo. Doze equipes participaram do torneio, sendo que as cinco primeiras se classificarão para os Jogos Pan-Americanos de 2019, que serão realizados em Lima, no Peru. Caso a equipe peruana terminasse entre as cinco primeiras, a sexta vaga iria para o sexto colocado.. Os Estados Unidos sagraram-se campeões ao derrotarem a República Dominicana na final, completou o pódio a seleção do Canadá, que venceu o Brasil na disputa de terceiro lugar. e Lauren Carlini foi nomeada a melhor jogadora da competição

## Seleções participantes
As seguintes seleções estão participando da Copa Pan-Americana de Voleibol Feminino
| Equipe               | Última participação |
| -------------------- | ------------------- |
| República Dominicana | (Sede), 2º em 2017  |
| Argentina            | 8º em 2017          |
| Brasil               | 7º em 2015          |
| Canadá               | 6º em 2017          |
| Colômbia             | 7º em 2017          |
| Costa Rica           | 12º em 2016         |
| Cuba                 | 5º em 2017          |
| Estados Unidos       | 1º em 2017          |
| México               | 11º em 2017         |
| Peru                 | 4º em 2017          |
| Porto Rico           | 3º em 2017          |
| Trinidad e Tobago    | 9º em 2017          |

## Formato da disputa
O torneio é dividido em duas fases: fase classificatória e fase final. 
Na fase preliminar as 12 equipes participantes foram divididas em três grupos de 4 equipes, cada grupo foi jogado com um sistema de todos contra todos e as equipes foram classificadas de acordo com os seguintes critérios:
1. Maior número de partidas ganhas.
2. Maior número de pontos obtidos, que são concedidos da seguinte forma:
  - Partida com resultado final 3-0: 5 pontos para o vencedor e 0 pontos para o perdedor.
  - Partida com resultado final 3-1: 4 pontos para o vencedor e 1 pontos para o perdedor.
  - Partida com resultado final 3-2: 3 pontos para o vencedor e 2 pontos para o perdedor.
3. Proporção entre pontos ganhos e pontos perdidos (razão de pontos).
4. Proporção entre os sets ganhos e os sets perdidos (relação Sets).
5. Se o empate persistir entre duas equipes, a prioridade é dada à equipe que venceu a última partida entre as equipes envolvidas.
6. Se o empate persistir entre três equipes ou mais, uma nova classificação será feita levando-se em conta apenas as partidas entre as equipes envolvidas.

## Fase classificatória

### Grupo A
|     |                      |     | Jogos | Jogos | Jogos | Resultados | Resultados | Resultados | Resultados | Resultados | Resultados | Sets | Sets | Sets  | Pontos | Pontos | Pontos |
| Pos | Equipe               | Pts | T     | V     | D     | 3–0        | 3–1        | 3–2        | 2–3        | 1–3        | 0–3        | V    | P    | R     | V      | P      | R      |
| --- | -------------------- | --- | ----- | ----- | ----- | ---------- | ---------- | ---------- | ---------- | ---------- | ---------- | ---- | ---- | ----- | ------ | ------ | ------ |
| 1   | Canadá               | 15  | 3     | 3     | 0     | 3          | 0          | 0          | 0          | 0          | 0          | 9    | 0    | MAX   | 225    | 134    | 1.679  |
| 2   | República Dominicana | 10  | 3     | 2     | 1     | 2          | 0          | 0          | 0          | 0          | 1          | 6    | 3    | 2.000 | 207    | 162    | 1.278  |
| 3   | Peru                 | 5   | 3     | 1     | 2     | 1          | 0          | 0          | 0          | 0          | 2          | 3    | 6    | 0.500 | 172    | 205    | 0.839  |
| 4   | Costa Rica           | 0   | 3     | 0     | 3     | 0          | 0          | 0          | 0          | 0          | 3          | 0    | 9    | 0.000 | 122    | 225    | 0.542  |

Resultados
| Data   | Hora  |                          | Placar |            | Set 1 | Set 2 | Set 3 | Set 4 | Set 5 | Total | Relatório |
| ------ | ----- | ------------------------ | ------ | ---------- | ----- | ----- | ----- | ----- | ----- | ----- | --------- |
| 08 jul | 14:00 | ' Canadá '               | 3–0    | Peru       | 25–21 | 25–12 | 25–17 |       |       | 75–50 | 75–50     |
| 08 jul | 20:00 | ' República Dominicana ' | 3–0    | Costa Rica | 25–14 | 25–10 | 25–16 |       |       | 75–40 | 75–40     |
| 09 jul | 10:00 | Costa Rica               | 0–3    | ' Canadá'  | 10–25 | 10–25 | 7–25  |       |       | 27–75 | 27–75     |
| 09 jul | 20:00 | ' República Dominicana ' | 3–0    | Peru       | 25–16 | 25–15 | 25–16 |       |       | 75–47 | 75–47     |
| 10 jul | 20:00 | República Dominicana     | 0–3    | ' Canadá'  | 23–25 | 14–25 | 20–25 |       |       | 57–75 | 57–75     |
| 10 jul | 22:00 | ' Peru '                 | 3–0    | Costa Rica | 25–22 | 25–18 | 25–15 |       |       | 75–55 | 75–55     |

### Grupo B
|     |                   |     | Jogos | Jogos | Jogos | Resultados | Resultados | Resultados | Resultados | Resultados | Resultados | Sets | Sets | Sets  | Pontos | Pontos | Pontos |
| Pos | Equipe            | Pts | T     | V     | D     | 3–0        | 3–1        | 3–2        | 2–3        | 1–3        | 0–3        | V    | P    | R     | V      | P      | R      |
| --- | ----------------- | --- | ----- | ----- | ----- | ---------- | ---------- | ---------- | ---------- | ---------- | ---------- | ---- | ---- | ----- | ------ | ------ | ------ |
| 1   | Estados Unidos    | 11  | 3     | 2     | 1     | 1          | 1          | 0          | 1          | 0          | 0          | 8    | 4    | 2.000 | 279    | 230    | 1.213  |
| 2   | Porto Rico        | 8   | 3     | 2     | 1     | 1          | 0          | 1          | 0          | 0          | 1          | 6    | 5    | 1.200 | 249    | 242    | 1.029  |
| 3   | Cuba              | 8   | 3     | 2     | 1     | 1          | 0          | 1          | 0          | 0          | 1          | 6    | 5    | 1.200 | 234    | 245    | 0.955  |
| 4   | Trinidad e Tobago | 3   | 3     | 0     | 3     | 0          | 0          | 0          | 1          | 1          | 1          | 3    | 9    | 0.333 | 246    | 293    | 0.840  |

Resultados
| Data   | Hora  |                    | Placar |                   | Set 1 | Set 2 | Set 3 | Set 4 | Set 5 | Total | Relatório |
| ------ | ----- | ------------------ | ------ | ----------------- | ----- | ----- | ----- | ----- | ----- | ----- | --------- |
| 08 jul | 10:00 | Trinidad e Tobago  | 1–3    | ' Estados Unidos' | 25–21 | 15–25 | 22–25 | 15–25 |       | 77–96 | 77–96     |
| 08 jul | 18:00 | ' Porto Rico '     | 3–0    | Cuba              | 25–13 | 25–22 | 25–23 |       |       | 75–58 | 75–58     |
| 09 jul | 12:00 | Trinidad e Tobago  | 2–3    | ' Porto Rico'     | 28-30 | 20-25 | 25-21 | 28-26 | 8-15  | 109–0 | 109-117   |
| 09 jul | 18:00 | ' Cuba '           | 3–2    | Estados Unidos    | 18–25 | 25–22 | 25–23 | 13-25 | 15-13 | 96–70 | 96–108    |
| 10 jul | 12:00 | ' Cuba '           | 3–0    | Trinidad e Tobago | 25–15 | 30–28 | 25–19 |       |       | 80–62 | 80–62     |
| 10 jul | 18:00 | ' Estados Unidos ' | 3–0    | Porto Rico        | 25–22 | 25–21 | 25–14 |       |       | 75–57 | 75–57     |

### Grupo C
|     |           |     | Jogos | Jogos | Jogos | Resultados | Resultados | Resultados | Resultados | Resultados | Resultados | Sets | Sets | Sets  | Pontos | Pontos | Pontos |
| Pos | Equipe    | Pts | T     | V     | D     | 3–0        | 3–1        | 3–2        | 2–3        | 1–3        | 0–3        | V    | P    | R     | V      | P      | R      |
| --- | --------- | --- | ----- | ----- | ----- | ---------- | ---------- | ---------- | ---------- | ---------- | ---------- | ---- | ---- | ----- | ------ | ------ | ------ |
| 1   | Brasil    | 11  | 3     | 3     | 0     | 1          | 0          | 2          | 0          | 0          | 0          | 9    | 4    | 2.250 | 286    | 251    | 1.139  |
| 2   | Colômbia  | 10  | 3     | 2     | 1     | 1          | 0          | 1          | 1          | 0          | 0          | 8    | 5    | 1.600 | 285    | 253    | 1.126  |
| 3   | México    | 5   | 3     | 1     | 2     | 1          | 0          | 0          | 0          | 0          | 2          | 3    | 6    | 0.500 | 181    | 205    | 0.883  |
| 4   | Argentina | 4   | 3     | 0     | 3     | 0          | 0          | 0          | 2          | 0          | 1          | 4    | 9    | 0.444 | 243    | 286    | 0.850  |

Resultados
| Data   | Hora  |              | Placar |             | Set 1 | Set 2 | Set 3 | Set 4 | Set 5 | Total   | Relatório |
| ------ | ----- | ------------ | ------ | ----------- | ----- | ----- | ----- | ----- | ----- | ------- | --------- |
| 08 jul | 12:00 | ' Brasil '   | 3–0    | México      | 25–21 | 25–19 | 25–17 |       |       | 75–57   | 75–57     |
| 08 jul | 16:00 | Argentina    | 2–3    | ' Colômbia' | 16–25 | 16–25 | 25–22 | 25–18 | 15–17 | 97–107  | 97–107    |
| 09 jul | 14:00 | Colômbia     | 2–3    | ' Brasil'   | 25–18 | 26–24 | 16–25 | 23–25 | 13–15 | 103–107 | 103–107   |
| 09 jul | 16:00 | ' México '   | 3–0    | Argentina   | 25–20 | 25–15 | 25–20 |       |       | 75–55   | 75–55     |
| 10 jul | 14:00 | ' Colômbia ' | 3–0    | México      | 25–15 | 25–22 | 25–12 |       |       | 75–49   | 75–49     |
| 10 jul | 16:00 | ' Brasil '   | 3–2    | Argentina   | 20–25 | 25–20 | 25–15 | 19–25 | 15–6  | 104–91  | 104–91    |

## Fase final

### Chaveamento final
|  | Quartas de finais | Quartas de finais    | Quartas de finais |  |  | Semifinais | Semifinais           | Semifinais |  |  | Final    | Final                | Final    |
|  |                   |                      |                   |  |  |            |                      |            |  |  |          |                      |          |
|  |                   |                      |                   |  |  | C1         | Brasil               | 0          |  |  |          |                      |          |
|  | A2                | República Dominicana | 3                 |  |  | A2         | República Dominicana | 3          |  |  |          |                      |          |
|  | B2                | Porto Rico           | 2                 |  |  |            |                      |            |  |  | A2       | República Dominicana | 2        |
|  |                   |                      |                   |  |  |            |                      |            |  |  | B1       | Estados Unidos       | 3        |
|  |                   |                      |                   |  |  | A1         | Canadá               | 1          |  |  |          |                      |          |
|  | B1                | Estados Unidos       | 3                 |  |  | B1         | Estados Unidos       | 3          |  |  | 3° lugar | 3° lugar             | 3° lugar |
|  | C2                | Colômbia             | 0                 |  |  |            |                      |            |  |  | A1       | Canadá               | 3        |
|  |                   |                      |                   |  |  |            |                      |            |  |  | C1       | Brasil               | 0        |

### 5°–8° lugar
|  | Classificação 7–10 | Classificação 7–10 | Classificação 7–10 |  |  | Classificação 5–8 | Classificação 5–8 | Classificação 5–8 |  |  | 5° lugar | 5° lugar   | 5° lugar |
|  |                    |                    |                    |  |  |                   |                   |                   |  |  |          |            |          |
|  |                    |                    |                    |  |  | B3                | Cuba              | 0                 |  |  |          |            |          |
|  | B3                 | Cuba               | 3                  |  |  | C2                | Colômbia          | 3                 |  |  |          |            |          |
|  | C4                 | Argentina          | 2                  |  |  |                   |                   |                   |  |  | C2       | Colômbia   | 3        |
|  |                    |                    |                    |  |  |                   |                   |                   |  |  | B2       | Porto Rico | 2        |
|  |                    |                    |                    |  |  | A3                | Peru              | 0                 |  |  |          |            |          |
|  | C3                 | México             | 1                  |  |  | B2                | Porto Rico        | 3                 |  |  | 7° lugar | 7° lugar   | 7° lugar |
|  | A3                 | Peru               | 3                  |  |  |                   |                   |                   |  |  | B3       | Cuba       | 3        |
|  |                    |                    |                    |  |  |                   |                   |                   |  |  | A3       | Peru       | 1        |

### 9°–12° lugar
|  | Classificação 9–12 | Classificação 9–12 | Classificação 9–12 |  |  | 9° lugar  | 9° lugar          | 9° lugar  |
|  |                    |                    |                    |  |  |           |                   |           |
|  | A4                 | Costa Rica         | 0                  |  |  |           |                   |           |
|  | C4                 | Argentina          | 3                  |  |  |           |                   |           |
|  |                    |                    |                    |  |  | C4        | Argentina         | 3         |
|  |                    |                    |                    |  |  | C3        | México            | 1         |
|  | B4                 | Trinidad e Tobago  | 1                  |  |  |           |                   |           |
|  | C3                 | México             | 3                  |  |  | 11° lugar | 11° lugar         | 11° lugar |
|  |                    |                    |                    |  |  | A4        | Costa Rica        | 0         |
|  |                    |                    |                    |  |  | B4        | Trinidad e Tobago | 3         |

### Classificação do 7° ao 10° lugares
| Data   | Hora  |          | Placar |           | Set 1 | Set 2 | Set 3 | Set 4 | Set 5 | Total   | Relatório |
| ------ | ----- | -------- | ------ | --------- | ----- | ----- | ----- | ----- | ----- | ------- | --------- |
| 11 Jul | 14:00 | ' Cuba ' | 3–2    | Argentina | 25-18 | 21-25 | 14-25 | 25-23 | 15-8  | 100–0   | 100-99    |
| 11 Jul | 16:00 | México   | 1–3    | ' Peru'   | 25–16 | 22–25 | 29–31 | 32–34 |       | 108–106 | 108–106   |

### Quartas de final
| Data   | Hora  |                          | Placar |            | Set 1 | Set 2 | Set 3 | Set 4 | Set 5 | Total   | Relatório |
| ------ | ----- | ------------------------ | ------ | ---------- | ----- | ----- | ----- | ----- | ----- | ------- | --------- |
| 11 Jul | 18:00 | ' Estados Unidos '       | 3–0    | Colômbia   | 25–12 | 25–17 | 25–17 |       |       | 75–46   | 75–46     |
| 11 Jul | 20:00 | ' República Dominicana ' | 3–2    | Porto Rico | 25–21 | 18–25 | 21–25 | 25–22 | 15–10 | 104–103 | 104–103   |

### Classificação do 9° ao 12° lugares
| Data   | Hora  |                   | Placar |           | Set 1 | Set 2 | Set 3 | Set 4 | Set 5 | Total | Relatório |
| ------ | ----- | ----------------- | ------ | --------- | ----- | ----- | ----- | ----- | ----- | ----- | --------- |
| 12 Jul | 14:00 | Costa Rica        | 0-3    | Argentina | 16-25 | 13-25 | 12-25 |       |       | 41–0  | 41-75     |
| 12 Jul | 16:00 | Trinidad e Tobago | 1–3    | ' México' | 15-25 | 15-25 | 25-19 | 17-25 |       | 72–0  | 72-94     |

### Classificação do 5° ao 8° lugares
| Data   | Hora  |      | Placar |             | Set 1 | Set 2 | Set 3 | Set 4 | Set 5 | Total | Relatório |
| ------ | ----- | ---- | ------ | ----------- | ----- | ----- | ----- | ----- | ----- | ----- | --------- |
| 12 Jul | 18:00 | Cuba | 0–3    | ' Colômbia' | 20-25 | 21-25 | 17-25 |       |       | 58–0  | 58-75     |
| 12 Jul | 20:00 | Peru | 0-3    | Porto Rico  | 20-25 | 16-25 | 20-25 |       |       | 56–0  | 56-75     |

### Décimo primeiro lugar
| Data   | Hora  |            | Placar |                      | Set 1 | Set 2 | Set 3 | Set 4 | Set 5 | Total | Relatório |
| ------ | ----- | ---------- | ------ | -------------------- | ----- | ----- | ----- | ----- | ----- | ----- | --------- |
| 13 Jul | 14:00 | Costa Rica | 0–3    | ' Trinidad e Tobago' | 24-26 | 18-25 | 16-25 |       |       | 58–0  | 58-75     |

### Nono lugar
| Data   | Hora  |              | Placar |        | Set 1 | Set 2 | Set 3 | Set 4 | Set 5 | Total | Relatório |
| ------ | ----- | ------------ | ------ | ------ | ----- | ----- | ----- | ----- | ----- | ----- | --------- |
| 13 Jul | 16:00 | ' Argentina' | 3–1    | México | 23-25 | 25-22 | 25-22 | 25-19 |       | 98–0  | 98-88     |

### Semifinais
| Data   | Hora  |        | Placar |                         | Set 1 | Set 2 | Set 3 | Set 4 | Set 5 | Total | Relatório |
| ------ | ----- | ------ | ------ | ----------------------- | ----- | ----- | ----- | ----- | ----- | ----- | --------- |
| 13 Jul | 18:00 | Canadá | 1-3    | Estados Unidos          | 18-25 | 25-23 | 23-25 | 19-25 |       | 85–0  | 85-94     |
| 13 Jul | 20:00 | Brasil | 0–3    | ' República Dominicana' | 16–25 | 12–25 | 23–25 |       |       | 51–75 | 51–75     |

### Sétimo lugar
| Data   | Hora  |          | Placar |      | Set 1 | Set 2 | Set 3 | Set 4 | Set 5 | Total | Relatório |
| ------ | ----- | -------- | ------ | ---- | ----- | ----- | ----- | ----- | ----- | ----- | --------- |
| 14 Jul | 12:00 | ' Cuba ' | 3–1    | Peru | 25-23 | 38-40 | 25-11 | 25-22 |       | 113–0 | 113-96    |

### Quinto lugar
| Data   | Hora  |              | Placar |            | Set 1 | Set 2 | Set 3 | Set 4 | Set 5 | Total | Relatório |
| ------ | ----- | ------------ | ------ | ---------- | ----- | ----- | ----- | ----- | ----- | ----- | --------- |
| 14 Jul | 14:00 | ' Colômbia ' | 3–2    | Porto Rico | 25-15 | 22-25 | 21-25 | 25-21 | 15-12 | 108–0 | 108-98    |

### Terceiro lugar
| Data   | Hora  |        | Placar |        | Set 1 | Set 2 | Set 3 | Set 4 | Set 5 | Total | Relatório |
| ------ | ----- | ------ | ------ | ------ | ----- | ----- | ----- | ----- | ----- | ----- | --------- |
| 14 Jul | 16:00 | Canadá | 3–0    | Brasil | 25-19 | 25-20 | 25-21 |       |       | 75–0  | Relatório |

### Final
| Data   | Hora  |                      | Placar |                | Set 1 | Set 2 | Set 3 | Set 4 | Set 5 | Total  | Relatório |
| ------ | ----- | -------------------- | ------ | -------------- | ----- | ----- | ----- | ----- | ----- | ------ | --------- |
| 14 Jul | 18:00 | República Dominicana | 2–3    | Estados Unidos | 26–24 | 25–21 | 21–25 | 19–25 | 8–15  | 99–110 | Relatório |